# Список эпизодов мультсериала «Котопёс»
Ниже представлен список из 68 эпизодов мультсериала «Котопёс». Мультсериал был представлен зрителям 4 апреля 1998 года.
На русский язык не переведён 4 сезон, за исключением трёхсерийного эпизода «Великая тайна происхождения».

## Обзор серий
| Сезон | Серии | Серии | Даты показа     | Даты показа     |
| Сезон | Серии | Серии | Первая серия    | Последняя серия |
| ----- | ----- | ----- | --------------- | --------------- |
| 1     | 20    | 20    | 4 апреля 1998   | 29 октября 1998 |
| 2     | 20    | 20    | 15 февраля 1999 | 9 октября 1999  |
| 3     | 20    | 20    | 16 марта 2000   | 18 мая 2001     |
| 4     | 8     | 8     | 25 ноября 2001  | 15 июня 2005    |

## Эпизоды

### Первый сезон (1998)
| № п/п | № в сезоне | Название | Дата премьеры   | Произв. код |
| ----- | ---------- | --- | --------------- | ----------- |
| 1     | 1          | «Пёс исчез/Съедим всё, что сможем» «Dog Gone/All You Can’t Eat»                                                           | 4 апреля 1998   | 101         |
| 2     | 2          | «Блоха, смерть приносящая/Еда для Котопса» «Flea or Die!/CatDog Food»                                                     | 5 октября 1998  | 102         |
| 3     | 3          | «Остров/Когда Люб рядом, чего ещё желать?» «The Island/All You Need is Lube»                                              | 6 октября 1998  | 107         |
| 4     | 4          | «Пискля любит Пса/Стимул к труду» «Shriek Loves Dog/Work Force»                                                           | 7 октября 1998  | 110         |
| 5     | 5          | «Алмазная лихорадка/Любимец» «Diamond Fever/The Pet»                                                                      | 8 октября 1998  | 109         |
| 6     | 6          | «Весёлая заварушка/Гони, Пёс, гони!» «Party Animal/Mush, Dog, Mush!»                                                      | 9 октября 1998  | 108         |
| 7     | 7          | «Вооружён и очень опасен/Целая гора почты» «Armed and Dangerous/Fistful of Mail!»                                         | 12 октября 1998 | 113         |
| 8     | 8          | «Котопёс-культурист/Крошка-Кот» «Pumped/Dummy Dummy»                                                                      | 13 октября 1998 | 104         |
| 9     | 9          | «Белкопёс/День брата» «Squirrel Dog/Brother’s Day»                                                                        | 14 октября 1998 | 106         |
| 10    | 10         | «Побег с глубины/Коллекционер» «Escape From the Deep End/The Collector»                                                   | 15 октября 1998 | 111         |
| 11    | 11         | «Лихорадка полной луны/Кот и Пёс на тропе войны» «Full Moon Fever/War of the CatDog»                                      | 16 октября 1998 | 103         |
| 12    | 12         | «То, что у Кота сзади/Котопёс в осаде» «CatDog’s End/Siege On Fort CatDog»                                                | 19 октября 1998 | 112         |
| 13    | 13         | «Осторожный Пёс/Пёс, вернись домой» «Safety Dog/Dog Come Home!»                                                           | 20 октября 1998 | 114         |
| 14    | 14         | «Ночной кошмар/Котосвинопёс» «Nightmare/CatDogPig»                                                                        | 21 октября 1998 | 105         |
| 15    | 15         | «Новые соседи/Мёртвый груз» «New Neighbors/Dead Weight»                                                                   | 22 октября 1998 | 115         |
| 16    | 16         | «Священный Кот/Любопытство, которое чуть не погубило Кота» «Neferkitty/Curiosity Almost Killed the Cat»                   | 23 октября 1998 | 119         |
| 17    | 17         | «Дом уходит под землю/К новой жизни — с поводком на шее» «Home is Where the Dirt is/New Leash on Life»                    | 26 октября 1998 | 118         |
| 18    | 18         | «Пароль „Я от Котопса“/ Странная болезнь Пса» «Just Say CatDog Sent Ya/Dog's Strange Condition»                           | 27 октября 1998 | 117         |
| 19    | 19         | «Пёс умник, каких поискать/Котопёс здесь больше не живёт» «Smarter Than the Average Dog/CatDog Doesn't Live Here Anymore» | 28 октября 1998 | 120         |
| 20    | 20         | «Многогранный талант/Незаконное вторжение» «All About Cat/Trespassing»                                                    | 29 октября 1998 | 116         |

### Второй сезон (1999—2000)
| № п/п | № в сезоне | Название | Дата премьеры   | Произв. код |
| ----- | ---------- | --- | --------------- | ----------- |
| 21    | 1          | «Заправские клоуны/Кто попадётся на крючок/Погоня за мячиком» «Send in the CatDog/Fishing For Trouble/Fetch»                    | 15 февраля 1999 | 201         |
| 22    | 2          | «Пискля становится леди/Пёс Всесильный и Могучий» «The Lady is a Shriek/Dog the Mighty»                                         | 16 февраля 1999 | 202         |
| 23    | 3          | «Да здравствует великий Мяу-Гав!/Битва на музыкальной сцене» «Hail the Great Meow Woof/Battle of the Bands»                     | 23 октября 1999 | 203         |
| 24    | 4          | «Нелёгкое дело — нянчить Грязнулю/Кошачий клуб /Кот вместе с Псом» «Adventures in Greaser Sitting/The Cat Club/Cat Diggety Dog» | 18 февраля 1999 | 204         |
| 25    | 5          | «Котопсу любая гора по плечу/Бунт на корабле» «Climb Every CatDog/Canine Mutiny»                                                | 19 февраля 1999 | 205         |
| 26    | 6          | «Фред — летающая рыба/Были вместе, стали врозь» «Fred the Flying Fish/CatDog Divided»                                           | 22 февраля 1999 | 206         |
| 27    | 7          | «Недотёпа/Всеядный Пёс/Поспешишь — всех насмешишь» «The Unnatural/Dog Ate It/Dopes on Slopes»                                   | 23 февраля 1999 | 207         |
| 28    | 8          | «Заброшенный в космос/Девять жизней» «Spaced Out/Nine Lives»                                                                    | 24 февраля 1999 | 208         |
| 29    | 9          | «Конструктор из косточек/Уинслоу смотрит видик/Ты уволен» «Dem Bones/Winslow's Home Videos/You're Fired»                        | 25 февраля 1999 | 209         |
| 30    | 10         | «Всё решится на восемнадцатой лунке/Перестань чихать» «Showdown at Hole 18/Sneezie Dog»                                         | 26 февраля 1999 | 210         |
| 31    | 11         | «Прекрасная половина жизни/Пастушья собака» «It's a Wonderful Half Life/Shepherd Dog»                                           | 26 июля 1999    | 212         |
| 32    | 12         | «Котопёс, бегущий по волнам/А кто у нас сегодня на обед?» «Surfin' CatDog/Guess Who's Coming to Dinner!»                        | 27 июля 1999    | 211         |
| 33    | 13         | «Собачья сила/Здесь дикие джунгли» «Dog Power/It's a Jungle in Here»                                                            | 28 июля 1999    | 213         |
| 34    | 14         | «Дом, в котором живёт Котопёс/Котопёс идёт в поход» «The House of CatDog/CatDog Campers»                                        | 29 июля 1999    | 214         |
| 35    | 15         | «Состязание начинается/Уинслоу влюбился» «Let the Games Begin!/Winslow Falls in Love»                                           | 30 июля 1999    | 215         |
| 36    | 16         | «Новости! Свежие новости!/Родственные души» «Extra! Extra!/CatDog Squared»                                                      | 13 ноября 1999  | 218         |
| 37    | 17         | «Самое настоящее рождество у Котопса» «A Very CatDog Christmas»                                                                 | 30 ноября 1999  | 220         |
| 38    | 18         | «Королевский Пёс/Весна — время любви» «Royal Dog/Springtime for CatDog»                                                         | 9 марта 2000    | 216         |
| 39    | 19         | «Пёс съел мою домашнюю работу/Конец света» «A Dog Ate My Homework/The End»                                                      | 9 марта 2000    | 217         |
| 40    | 20         | «Маленькая тайна Клиффа/Уголок капризов природы» «Cliff's Little Secret/Freak Show»                                             | 16 марта 2000   | 219         |

### Третий сезон (1999–2001)
| № п/п | № в сезоне | Название                                                                                      | Дата премьеры   | Произв. код |
| ----- | ---------- | --------------------------------------------------------------------------------------------- | --------------- | ----------- |
| 41    | 1          | «Сумо как средство скоротать вечерок/Отель у Котопса» «Sumo Enchanted Evening/Hotel CatDog»   | 9 октября 1999  | 302         |
| 42    | 2          | «Котопёс — звезда родео/Зубы на двоих» «Rodeo CatDog/Teeth For Two»                           | 16 октября 1999 | 304         |
| 43    | 3          | «Очаровательная Лола/Принцесса и нищенка» «Sweet and Lola/Rich Shriek, Poor Shriek»           | 23 октября 1999 | 307         |
| 44    | 4          | «Котодакула» «CatDogula»                                                                      | 26 октября 1999 | 319         |
| 45    | 5          | «Пристегните ремни безопасностей/Отлов Котопса» «Remain Seated/CatDog Catcher»                | 6 ноября 1999   | 305         |
| 46    | 21`        | «Притягательная сила индейки» «Talking Turkey»                                                | 21 ноября 1999  | 318         |
| 47    | 7          | «Пискля на льду/Вы мне напомнили. Кто вас просил?» «Shriek on Ice/No Thanks for the Memories» | 4 декабря 1999  | 303         |
| 48    | 8          | «Котопёс в 3001 году/Тучи сгущаются» «CatDog 3001/Cloudbursting»                              | 31 декабря 1999 | 317         |
| 49    | 9          | «Пожарные/Конкурс собак» «Fire Dog/Dog Show»                                                  | 23 октября 1999 | 301         |
| 50    | 10         | «Чистюли/Золотой пожарный кран» «The Geekers/The Golden Hydrant»                              | 23 марта 2000   | 308         |
| 51    | 11         | «Люб влюбился/Снимай всё подряд» «Lube in Love/Picture This»                                  | 23 марта 2000   | 309         |
| 52    | 12         | «Котопёс-каскадер/Собаки-грязнули — кто они?» «Stunt CatDog/Greasers in the Mist»             | 30 марта 2000   | 310         |
| 53    | 13         | «Визгуны Уинслоу/Котопёс в документальном кино» «Doo Wop Diggety/CatDogumentary»              | 30 марта 2000   | 311         |
| 54    | 14         | «День дурачков/Назад в школу» «Kooky Prank Day/Back to School»                                | 1 апреля 2000   | 320         |
| 55    | 15         | «Смертельные битвы механических чудовищ/Золото Котопса» «Monster Truck Folly/CatDog's Gold»   | 3 ноября 2000   | 313         |
| 56    | 16         | «Пожалуйста, полная тишина!/Горилла — моя мечта» «Silents Please!/Gorilla My Dreams»          | 14 мая 2001     | 306         |
| 57    | 17         | «Пёс-поводырь/Берегись Клиффа» «Seeing Eye Dog/Beware of Cliff»                               | 15 мая 2001     | 316         |
| 58    | 18         | «Виртуозы на льду/Под гипнозом» «Rinky Dinks/Hypno-Teased»                                    | 16 мая 2001     | 312         |
| 59    | 19         | «Конфеты Котопса/Всё своё берём с собой» «CatDog Candy/Movin' on Up»                          | 17 мая 2001     | 314         |
| 60    | 20         | «Новый кот в городе/Добыча Котопса» «New Cat in Town/CatDog's Booty»                          | 18 мая 2001     | 315         |

### Четвёртый сезон (2001—2005)
| № п/п | № в сезоне | Название                                                                   | Дата премьеры  | Произв. код |
| ----- | ---------- | -------------------------------------------------------------------------- | -------------- | ----------- |
| 6163  | 13         | «Великая тайна происхождения» «CatDog The Movie: The Great Parent Mystery» | 25 ноября 2001 | 401-403     |
| 64    | 4          | «Harraslin' Match/Dog The Not So Mighty»                                   | 28 ноября 2003 | 404         |
| 65    | 5          | «Mean Bob, We Hardly Knew Ya/CatDog In Winslow Land»                       | TBA            | 405         |
| 66    | 6          | «Cat Gone Bad/The Old CatDog and the Sea»                                  | 15 июня 2004   | 406         |
| 67    | 7          | «Cone Dog/The Ballad Of Ole' 159»                                          | TBA            | 407         |
| 68    | 8          | «Vexed Of Kin/Meat, Dog's Friends»                                         | 15 июня 2005   | 408         |